# Szent Sziszoész
Szent Sziszoész vagy Tithoész (? – 429) szentként tisztelt ókeresztény egyiptomi remete, az úgynevezett sivatagi atyák egyike.
A szkétiszi szerzetesek első nemzedékéhez tartozott. Egyiptomi Szent Makariosz tanítványaként először Szkétiszben élt, majd amikor megnőtt a szkétiszi szerzetesek száma, 356-ban Sziszoész Piszpir mellé, Remete Szent Antal hegyére vonult vissza Ábrahám nevű tanítványával együtt. Idős korában Ábrahámmal együtt átköltözött a Vörös-tenger melletti Klüszmába, és Sziszoész ott is fejezte be életét. (Az 5. században élt még két másik Sziszoész, a thébaiszi és petrai, de róluk semmi közelebbi adat nem ismert.)
Az egyház szentként tiszteli, és július 6-án üli ünnepét.

## Lásd még
- Ortodox szentek listája
- Sivatagi atyák